# Nil Yalter
Nil Yalter (El Cairo, 1938) es una artista feminista turca con nacionalidad francesa que vive y trabaja en París. Su obra, presente en numerosas colecciones y museos, incluye no solo dibujos y fotografías, sino también videos y performances. De hecho, es la primera mujer turca que realizó un vídeo.

## Trayectoria
Nació en El Cairo, donde vivió hasta los cuatro años. Es turca aunque se nacionalizó francesa. Se formó en el Colegio Robert de Estambul. Empezó a pintar a una edad temprana y tomó clases de danza y ballet. En 1956, viajó a la India a pie mientras practicaba la pantomima. Su primera exposición de pinturas inspiradas en este viaje tuvo lugar en el Instituto Cultural Francés de Bombai, en 1957. Entre 1963 y 1964 trabajó como diseñadora de escenarios y vestuario para compañías de teatro en Estambul. En 1963, participó en la 3.ª Bienal de París con composiciones abstractas bajo el comisariado de Nurullah Berk. Se trasladó a París en 1965, después de implicarse políticamente en temas sociológicos centrados específicamente en la migración y las mujeres. Su exposición de carteles que se ha colgado en todo el mundo, ha sido objeto de críticas en Bombai y Viena. El cartel, en el que aparece "Gurbetlik Zor Zanaat Zor", traducido como "El exilio es un trabajo duro", pretende sensibilizar al público sobre la situación de las personas en el exilio. Sin embargo, el significado real de la palabra "Gurbet" es "una persona que vive en un país que no es el suyo".
Yalter se trasladó a París en 1965 y participó en la contracultura francesa y en los movimientos revolucionarios que la llevaron a alejarse de la pintura abstracta constructivista para empezar a trabajar con el vídeo y a utilizar su propio cuerpo. En la década de 1970, lideró el inicio del movimiento artístico feminista francés. En 1973, creó una instalación inspirada en las estructuras habitacionales temporales de los nómadas turcos titulada, Topak Ev una tienda nómada como estudio de los espacios privados, públicos y femeninos en el Museo de Arte Moderno de París. Topak Ev marcó el inicio de la utilización por parte de Yalter de métodos sociológicos y etnográficos en su obra. Aunque la instalación se basaba en la investigación realizada en torno a Niğde sobre las tiendas nómadas. La exposición también incluía paneles que reunían dibujos, collages, fotografías y descripciones manuscritas sobre la estructura y las dimensiones de las tiendas nómadas, los materiales utilizados en su fabricación y los elementos decorativos. En 1974, creó un video titulado The Headless Woman (La danza del vientre), una pieza que destaca en la historia del arte contemporáneo francés como uno de los primeros clásicos del arte feminista. El vídeo enmarca el vientre de la artista mientras escribe un texto alrededor de su ombligo. El texto es un extracto de Erotique et Civilisations (1972) de René Nelli y afirma que "la sexualidad de una mujer es a la vez convexa y cóncava", haciendo hincapié en los potenciales orgásmicos vaginales y clitorianos de la mujer. A continuación, Yalter "activa" el texto mediante la danza del vientre, cuyos giros animan las letras. La obra es el emblema de algunos de los gestos formales y estrategias críticas que Yalter desarrolló en los años siguientes: al crear una inversión de la mirada masculina objetivando su propio cuerpo a través de la cámara, Yalter se refiere a la liberación sexual de las mujeres del control patriarcal, al tiempo que comenta la erotización orientalista de las mujeres de Oriente Medio en el arte occidental.
A lo largo de las décadas de 1970 y 1980, creó una serie de obras que combinaban su interés por las cuestiones de género y el feminismo con un enfoque en comunidades marginadas como los trabajadores migrantes en Europa y los antiguos presos. Temporary Dwellings, expuesta por primera vez en Grenoble, en 1977, investiga las condiciones de vida y las experiencias de los trabajadores migrantes contadas por mujeres. Una videoinstalación creada en colaboración con Judy Blum y Nicole Croizet en 1974, La Roquette, Prison de Femmes reconstruye las condiciones de vida en la cárcel de mujeres de Roquette en París, con un video y una serie de fotografías y dibujos basados en los recuerdos de la exreclusa Mimi relacionados con ritos y objetos cotidianos que describen la experiencia de un espacio panóptico.
Formó parte de varios colectivos de mujeres artistas en París en la década de 1970 como Femmes en Lutte y Femmes / Art, que se reunían en torno a prácticas socialmente comprometidas y a la lucha de las mujeres por su visibilidad en las artes. Desde 1980 hasta 1995 trabajó como asociada en la Universidad de la Sorbona.
En la década de 1990, con la llegada de las tecnologías digitales, desarrolló su uso del vídeo utilizando técnicas de animación en 3D y de edición electrónica del sonido. Multiplicando la imagen y su superficie mediante formas geométricas, este uso de las técnicas digitales opera interrupciones dentro de la imagen y abre un espacio para la intertextualidad en sus obras de vídeo. Lo más emblemático de este proceso es Pixelismus (1996), que adoptó la forma de un CD-ROM interactivo. La obra es una investigación de la relación entre los mosaicos bizantinos y los píxeles, inspirada en los escritos de Kazimir Malévitch sobre el modernismo.
En 2007, participó en la exposición itinerante WACK! Art and the Feminist Revolution organizada por Cornelia Butler con La Roquette, Prison de Femmes. La exposición dio a conocer la obra de Yalter a nivel internacional y desde entonces ha realizado numerosas exposiciones individuales. En 2016, tuvo dos retrospectivas, Off The Record en Arter, Estambul y Nil Yalter, Frac Lorraine, Metz y una exposición monográfica en La Verriere - Fondation Hermes, Bruselas, seguida de D'apres Stimmung, en 2017, en el Museo Ludwig de Colonia. En 2018 recibió el Outstanding Merit Award AWARE 2018.
Sus obras realizadas entre 2015 y 2018 se expusieron en la muestra individual Kara Kum en Galerist, Estambul, en marzo-abril de 2018.
En 2024, fue invitada por primera vez a participar en la 60.ª Bienal de Venecia, con una nueva reconfiguración de su innovadora instalación Exile is a hard work y su icónica obra Topak Ev. Evento en el que además, fue galardonada con el León de Oro a la trayectoria, junto a la artista ítalo-brasileña, Anna Maria Maiolino.

## Colecciones
Las obras de Yalter forman parte de las colecciones permanentes de la Tate Modern, el Museo de Arte Moderno de Estambul, el Centro Pompidou, el Fonds national d'art contemporain, el Ludwig Museum, el Long Beach Museum, el Aksanat, el Koç Contemporary, la Reydan Weiss Colección, la Deutsche Telekom Art Collection, la Foto Colectania Foundation, la Colección Olorvisual y la Sammlung Verbund.
En 2020, Mercedes Vilardell donó al Museo Reina Sofía la obra Turquish inmigrants #7. Meatball, (1976-77).

## Exposiciones
Ha participado en la 10.ª Bienal de Gwangju (2014, Corea del Sur), la 13.ª Bienal de Estambul (2013), la 10,ª Bienal de París (1977) y en exposiciones itinerantes como WACK! Art and the Feminist Revolution (Los Ángeles Muse de Arte Contemporáneo de Chicago, PS1 MoMA, Contemporary Art Center Vancouver, 2007-2008), elles@centrepompidou (Centro Pompidou de París, Centro Cultural Banco de Brasil de Río de Janeiro, Museo de Arte de Seattle, 2013) y Desire for Freedom (Museo Histórico Alemán de Berlín), Palazzo Reale de Milán, Eesti Kunstimuuseum - Kumu Kunstimuuseum de Tallin, Muzeum Sztuki Wspólczesnej MOCAK de Cracovia, 2013).
Su obra también se ha expuesto en Clark House Initiative / Kadist Art Foundation de Bombai (2014), Museum of Modern Art de Rio de Janeiro (2014), SALT de Estambul (2013), Museo Boijmans Van Beuningen de Rotterdam (2012), Centro Cultural de Belém de Lisboa (2010), Akademia de las Artes de Berlín (2009).
En 2019, Fabienne Dumont cocomisarió una retrospectiva en el MAC VAL y editó los libros, Nil Yalter - Where the memories of migrants, feminists and workers meet mythology (Nil Yalter - Donde los recuerdos de migrantes, feministas y trabajadores se encuentran con la mitología) (Vitry-sur-Seine, MAC VAL, 2019) y Nil Yalter - Interview with Fabienne Dumont (Nil Yalter - Entrevista a Fabienne Dumont) (París, Ediciones Manuella, 2019). Ese mismo año, el Museo Ludwig de Colonia recogió en la exposición Las huellas del exilio en los migrantes, una retrospectiva de su obra.